# Parafia Świętej Rodziny w Bałoszycach
Parafia Świętej Rodziny w Bałoszycach – parafia rzymskokatolicka w diecezji elbląskiej. Erygowana w 1316, reerygowana 25 stycznia 1978 roku przez biskupa warmińskiego Józefa Drzazgę.
Na obszarze parafii leżą miejscowości: Bałoszyce, Bałoszyce Małe, Jawty Wielkie, Wiśniówek, Żakowice. Tereny te leżą w gminie Susz w powiecie iławskim w województwie warmińsko-mazurskim.
Kościół parafialny w Bałoszycach został wybudowany i konsekrowany w 1316.